# Авеш (футбольний клуб)
«Авеш» (порт. Clube Desportivo das Aves) — португальський футбольний клуб з Віла-даз-Авеш, заснований 1930 року. Виступала у Прімейра-Лізі Португалії. Домашні матчі проводить на стадіоні «Авеш», який вміщує 5 441 глядача.

## Історія
Футбольний клуб «Авеш» було засновано 12 листопада 1930 року. Проте вперше до Прімейра-Ліги команда потрапила через 55 років після створення в сезоні 1985-86, відразу вилетівши з першого дивізіону з 13 місця. Після того клубу вдавалося пробитися до вищого дивізіону ще двічі: в сезонах 1999-00 та 2005-06. Проте кожного разу «Авеш» повертався в Сегунда-Лігу, вилітаючи в першому ж сезоні, проведеному в еліті.
У сезоні 2016-17 «Авеш» зайняв друге місце в Сегунда-Лізі і знову вийшов до Прімейра-Ліги, де і досі продовжує виступати. 20 травня 2018 року клуб здобув у своїй історії великий трофей, обігравши у фіналі кубку Португалії 2017-18 столичний «Спортінг» з рахунком 2-1.
Спортивний клуб «Авеш» має свою дитячо-юнацьку футбольну школу, а також дві футзальні команди: чоловічу та жіночу, які виконують роль випробувальних майданчиків для молодих гравців юнацької академії перед потраплянням до головної команди.
Клуб розформовано у 2020 році.

## Досягнення
- Кубок Португалії
  - Володар (1): 2017-18